# Prégnane
Le prégnane est un alcane polycyclique, dérivé du stérane. C'est plus précisément un gonane substitué (10β,13β-diméthyl-17β-éthylgonane), existant en deux stéréoisomères, le 5α-prégnane et le 5β-prégnane qui diffèrent par la façon dont le cycle A s'accroche au cycle B : l'isomère trans (5α) présente l'atome d'hydrogène et le groupe méthyle en C10 de part et d'autre du plan moyen, tandis que l'isomère cis (5β) les a du même côté.
L'isomère 5β est un précurseur des progestérones, des alcools préganiques, de cétones et de plusieurs hormones corticosurrénales. On trouve dans l'urine beaucoup de métabolites des 5β-prégnanes.

## Dérivés

### Prégnanes
Les prégnanes sont des dérivés de stéroïde possédant les carbones 1 à 21. La plupart des prégnanes significatifs se divisent en deux groupes : les prégnènes et les prégnadiènes. Il existe une troisième classe, les prégnatriènes.

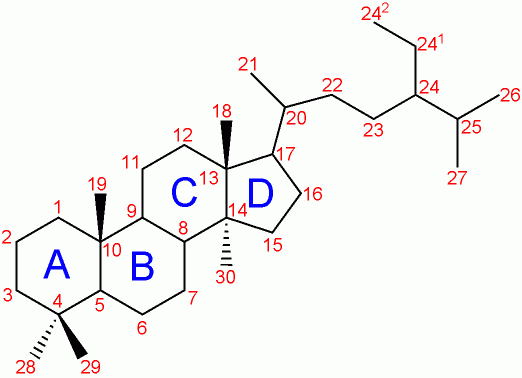
Dans la nomenclature des stéroïdes, les prégnanes possèdent les carbones 1 à 21

## Prégnène

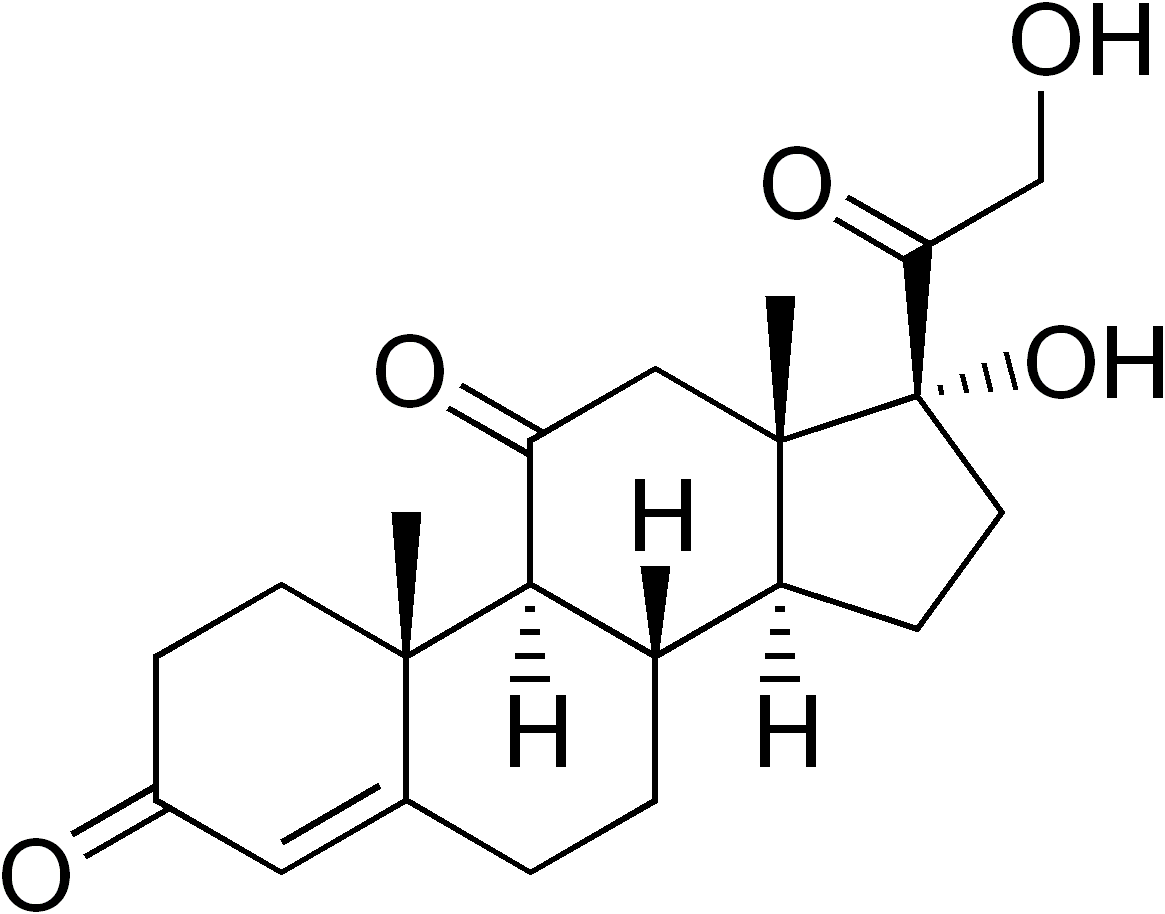
Cortisone

Les prégnènes possède une liaison double. On compte parmi eux :
- la cortisone;
- l'hydrocortisone;
- la progestérone.

## Prégnadiène

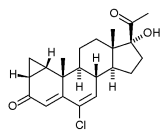
Cyprotérone

Les prégnadiènes possèdent deux liaisons doubles. On compte parmi eux :
- la cyprotérone ;
- le danazol ;
- le fluocinonide.

## Crédit de traduction
- (en) Cet article est partiellement ou en totalité issu de l’article de Wikipédia en anglais intitulé « Pregnane » (voir la liste des auteurs).